# Deutsche Cadre-47/1-Meisterschaft 1951/52
Die Deutsche Cadre-47/1-Meisterschaft 1951/52 ist eine Billard-Turnierserie und fand am 21. Februar 1952 in Essen zum ersten Mal statt.

## Geschichte
Geplant war diese erste Deutsche Meisterschaft im Cadre 47/1 mit drei Teilnehmern. Da August Tiedtke zum Turnierstart noch nicht anwesend war, startete das Turnier mit der Partie Rudolph gegen Thielens. Nach der Beendigung der Partie wurde noch 15 Minuten gewartet. Tiedtke erschien aber nicht. Normal mussten jetzt zwei weitere Partien der beiden Teilnehmer  absolviert werden. Der Turnierleiter forderte die beiden auf weiter zu spielen. Aber Thielens weigerte sich mit dem Argument: Ich will wohl noch eine Partie spielen, aber sie darf nicht gewertet werden. Wenn ich anders handele, gibt es einen großen Aufruhr im Kohlenpott. Nach einigen Diskussionen erklärte der anwesende Präsident des Deutschen Billard Bundes Robert Court Thielens zum Deutschen Meister.

## Modus
Gespielt werden sollte im Round-Robin-Modus bis 300 Punkte.
Die Endplatzierung ergab sich aus folgenden Kriterien:
1. Matchpunkte
2. Generaldurchschnitt (GD)
3. Bester Einzeldurchschnitt (BED)
4. Höchstserie (HS)

## Vorgesehene Teilnehmer
1. August Tiedtke (Billardklub "Gut Stoß" 1937 Düsseldorf-Eller)
2. Ernst Rudolph (Billardsportverein Essen)
3. Gerd Thielens (Gelsenkirchener BC)

## Abschlusstabelle
| MP    | Match Points (Sieger = 2; Unentschieden = 1; Verlierer = 0) |
| Pkte. | Erzielte Karambolagen                                       |
| Aufn. | Benötigte Versuche                                          |
| GD    | Generaldurchschnitt                                         |
| BED   | Bester Einzeldurchschnitt eines Spielers                    |
| HS    | Höchstserie                                                 |
|       | Bester GD des Turniers                                      |
|       | Bester ED des Turniers                                      |
|       | Beste HS des Turniers                                       |
|       | 1. Platz (Gold)                                             |
|       | 2. Platz (Silber)                                           |
|       | 3. Platz (Bronze)                                           |

| Klassement                | Klassement    | Klassement | Klassement | Klassement | Klassement | Klassement | Klassement |
| Platz                     | Name          | MP         | Pkte.      | Aufn.      | GD         | BED        | HS         |
| ------------------------- | ------------- | ---------- | ---------- | ---------- | ---------- | ---------- | ---------- |
| 1                         | Gerd Thielens | 2:0        | 300        | 42         | 7,14       | 7,14       | 30         |
| 2                         | Ernst Rudolph | 0:2        | 228        | 42         | 5,42       | –          | 35         |
| Turnierdurchschnitt: 6,28 |               |            |            |            |            |            |            |